# Ослунд, Патрик
Патрик Карл Эмиль Ослунд (швед. Patric Karl Emil Åslund; род. 1 августа 2002) — шведский футболист, полузащитник «Юргордена».

## Клубная карьера
Футболом начал заниматься в «Вестерос ИК», откуда в 16-летнем возрасте перешёл в академию «Вестероса». В феврале 2021 года заключил молодёжный контракт с клубом. Уже в апреле того же года заключил с «Вестеросом» полноценный контракт, рассчитанный на три года. По условиям контракта он мог также выступать за «ИФК Эскильстуна» во втором дивизионе. В июне 2021 года дебютировал за «Вестерос» в Суперэттане, появившись на поле на последних минутах матча с «Сундсваллем».
В феврале 2022 года на правах аренды до конца сезона перешёл в «Муталу». В её составе провёл 30 матчей в первом дивизионе и забил десять мячей. По окончании аренды вернулся в «Вестерос». Вместе с клубом в сезоне 2023 года занял первое место в турнирной таблице и вышел в Алльсвенскан. 1 апреля во встрече первого тура с АИК дебютировал за клуб в чемпионате Швеции, появившись на поле в стартовом составе.
13 марта 2024 года подписал контракт на четыре с половиной года с «Юргорденом», который вступил в силу с 1 июля.

## Карьера в сборной
18 марта 2024 года был впервые вызван в молодёжную сборную Швеции по футболу на товарищеские матчи со сборными Кипра и Северной Македонии. 22 марта в игре с киприотами дебютировал за сборную, появившись на поле на 66-й минуте вместо Йеспера Толинссона.

## Клубная статистика
| Выступление       | Выступление      | Выступление      | Лига | Лига | Кубки | Кубки | Конт. кубки | Конт. кубки | Итого | Итого |
| Клуб              | Лига             | Сезон            | Игры | Голы | Игры  | Голы  | Игры        | Голы        | Игры  | Голы  |
| ----------------- | ---------------- | ---------------- | ---- | ---- | ----- | ----- | ----------- | ----------- | ----- | ----- |
| Вестерос          | Суперэттан       | 2021             | 4    | 0    | 1     | 0     | 0           | 0           | 5     | 0     |
| Вестерос          | Суперэттан       | 2023             | 30   | 4    | 4     | 0     | 0           | 0           | 34    | 4     |
| Вестерос          | Алльсвенскан     | 2024             | 1    | 0    | 3     | 0     | 0           | 0           | 4     | 0     |
| Вестерос          | Итого            | Итого            | 34   | 4    | 8     | 0     | 0           | 0           | 42    | 4     |
| → ИФК Эскильстуна | Дивизион 2       | 2021             | 20   | 4    | 0     | 0     | 0           | 0           | 20    | 4     |
| → ИФК Эскильстуна | Итого            | Итого            | 20   | 4    | 0     | 0     | 0           | 0           | 20    | 4     |
| Мутала            | Дивизион 1       | 2022             | 30   | 10   | 1     | 0     | 0           | 0           | 31    | 10    |
| Мутала            | Итого            | Итого            | 30   | 10   | 1     | 0     | 0           | 0           | 31    | 10    |
| Всего за карьеру  | Всего за карьеру | Всего за карьеру | 84   | 18   | 9     | 0     | 0           | 0           | 93    | 18    |